# Токбаев, Кулганат
Кулганат Токбаев (1926 год, Иргизский район, Актюбинская область, Киргизская АССР, РСФСР, СССР — 5 марта 2005 года) — плавильщик Актюбинского завода ферросплавов имени 50-летия Октябрьской революции, Герой Социалистического Труда (1971). Заслуженный металлург Казахской ССР.

## Биография
Родился в 1926 году. Трудовую деятельность начал в 1941 году в колхозе «Шинбер-Тау» Иргизского района Актюбинской области. С 1944 года после окончания школы ФЗО работал плавильщиком цеха № 1 Актюбинского завода ферросплавов имени 50-летия Октябрьской революции. В 1963 году был назначен старшим плавильщиком электроферросплавной печи № 21. В 1953 году вступил в КПСС.
В 1967 году электроферросплавная печь № 21 Актюбинского завода ферросплавов, которой руководил Кулганат Токбаев, была удостоена почётного названия «Печь имени 50-летия Октябрьской революции». По итогам восьмой пятилетки плавильная бригада Кулганата Токбаева выплавила 48 тонн ферросплавов вместо запланированных 40 тонн. В 1970 году электроферросплавная печь № 21 Актюбинского завода ферросплавов была удостоена Министерством чёрной металлургии СССР звания «Лучший плавильный агрегат страны».
Указом Президиума Верховного Совета СССР от 30 марта 1971 года удостоен звания Героя Социалистического Труда за «выдающиеся успехи, достигнутые в выполнении заданий пятилетнего плана по развитию чёрной металлургии» с вручением ордена Ленина и золотой медали «Серп и Молот» (№ 17914).
Избирался членом Актюбинского горкома партии.
В последующем до выхода на пенсию трудился инструктором-плавильщиком цеха №2.
После выхода на пенсию проживал в Актюбинске. Умер в марте 2005 года.
Награды
- Герой Социалистического Труда
- Орден Ленина
- Медаль «За трудовое отличие» (26.12.1952)